# Winthrop Harbor (Illinois)
Winthrop Harbor es una villa ubicada en el condado de Lake en el estado estadounidense de Illinois. En el Censo de 2010 tenía una población de 6742 habitantes y una densidad poblacional de 546,98 personas por km².

## Geografía
Winthrop Harbor se encuentra ubicada en las coordenadas 42°28′50″N 87°49′46″O / 42.48056, -87.82944. Según la Oficina del Censo de los Estados Unidos, Winthrop Harbor tiene una superficie total de 12.33 km², de la cual 12.09 km² corresponden a tierra firme y (1.91%) 0.24 km² es agua.

## Demografía
Según el censo de 2010, había 6742 personas residiendo en Winthrop Harbor. La densidad de población era de 546,98 hab./km². De los 6742 habitantes, Winthrop Harbor estaba compuesto por el 90.94% blancos, el 1.44% eran afroamericanos, el 0.39% eran amerindios, el 2.31% eran asiáticos, el 0.01% eran isleños del Pacífico, el 2.03% eran de otras razas y el 2.88% pertenecían a dos o más razas. Del total de la población el 7.64% eran hispanos o latinos de cualquier raza.